# Epicauta pilsbryi
Epicauta pilsbryi is een keversoort uit de familie van oliekevers (Meloidae). De wetenschappelijke naam van de soort is voor het eerst geldig gepubliceerd in 1906 door Skinner.